# Квартијере Адиђе (Верона)
Квартијере Адиђе је насеље у Италији у округу Верона, региону Венето.
Према процени из 2011. у насељу је живело 43 становника. Насеље се налази на надморској висини од 28 м.